# بردی دوگان
بردی دوگان (به انگلیسی: Brady Dougan) (زاده ۳۰ اوت ۱۹۵۹) کارآفرین، بانکدار و مدیر ارشد اجرایی آمریکایی است، که اکنون به‌عنوان مدیر عامل اجرایی بانک کردیت سوئیس فعالیت می‌نماید.